# Euchaetes sinaloensis
Euchaetes sinaloensis là một loài bướm đêm thuộc phân họ Arctiinae, họ Erebidae.